# Robert Ferratges i Domínguez
Robert Ferratges i Domínguez (Madrid, 12 de juliol de 1879 - 9 de setembre de 1941) fou un polític i aristòcrata català, fill d'Antoni Ferratges de Mesa i Ballester.
Fou diputat pel districte de Granollers pel Partit Conservador a les eleccions generals espanyoles de 1903. El 1910 va heretar a la mort del seu pare el títol de marquès de Mont-roig.